# Giuseppe Pelle
Giuseppe Pelle (San Luca, 20 agosto 1960) è un mafioso italiano, appartenente alla 'Ndrangheta e all'omonima 'ndrina dei Pelle.

## Biografia
È il secondogenito di Antonio Pelle detto "Gambazza" e Giuseppa Giampaolo, suo fratello maggiore è Salvatore Pelle, il quale fu ricercato dal 1991 e arrestato solo il 10 marzo 2007 e fu in quel periodo che Giuseppe divenne il boss dei Pelle de facto.
Giuseppe si sposò con Marianna Barbaro, figlia di Francesco Barbaro dell'omonima 'ndrina di Platì, per consolidare l'alleanza tra le due famiglie.

### L'elezione del capo-crimine del 2009
Dalle intercettazioni dell'operazione Crimine del 2010 si scopre che Giuseppe Pelle aspirasse a diventare il capo-crimine di tutta la 'ndrangheta come suo padre Antonio e far mantenere il titolo a San Luca anche a rischio di andare in conflitto con le altre 'ndrine del reggino.
Vincenzo Pesce di Rosarno però capì che ci sarebbe stato un disequilibrio di poteri in seno all'associazione e minacciò lui stesso di separarsi portando con sé 30 locali.
Alla fine si arrivò all'accordo di eleggere Domenico Oppedisano, che ad agosto 2009 divenne informalmente capo-crimine al matrimonio tra Elisa Pelle, figlia di Giuseppe, e di Giuseppe Barbaro.

### Le elezioni regionali del 2010
A Marzo 2010 i Carabinieri del ROS riescono a installare una cimice nella casa dei Pelle in cui, Nicola Gratteri dichiara si parlasse di 'ndrangheta 12 ore al giorno e in pochi mesi sono state registrate conversazioni con altri 'ndranghetisti, con politici (tra cui Santi Zappalà), imprenditori, professionisti e anche con persone correlate ai servizi segreti.
La microspia verrà successivamente scoperta dallo stesso PELLE a causa del suggerimento del faccendiere Giovanni Zumbo, figura riconducibile agli stessi servizi segreti. Si è registrata anche la presenza di politici durante le elezioni regionali di marzo 2010 e Zappalà stesso divenne la seconda persona più votata nella provincia di Reggio Calabria e quarto nella regione. A dicembre 2010 è stato arrestato.

### Gli arresti del 2010, del 2018 e del 2022
Giuseppe Pelle fu arrestato il 22 aprile 2010 a conclusione dell'operazione Reale, insieme ad altre 8 persone, tra cui i suoi due fratelli Domenico e Sebastiano e suo figlio. Rocco Morabito riuscì a scappare ma fu arrestato qualche giorno dopo.
Nel gennaio del 2012, Giuseppe Pelle, e suo figlio Antonio e sua moglie Marianna Barbaro furono arrestati nuovamente per aver finto di avere la depressione e poter rimanere fuori dal carcere. Furono arrestati anche due medici e un avvocato per aver fornito documenti falsificati sul loro stato di salute”.
A luglio 2012 riceve un altro mandato di cattura mentre è ancora in prigione, insieme alla madre Giuseppa Giampaolo e ai suoi fratelli Domenico e Sebastiano e altre 22 persone per traffico di droga e per aver aiutato il padre durante la latitanza.
Giuseppe Pelle viene arrestato con un blitz a Condofuri il 6 aprile 2018. Era sparito nel 2016 quando doveva scontare 2 anni e 5 mesi per associazione mafiosa al termine del processo “Reale”; la latitanza gli consentì di sfuggire pure a un decreto di fermo emesso dalla Dda di Reggio Calabria nell’ambito dell’inchiesta “Mandamento Ionico” da cui è scaturito un processo dove è stato condannato in primo grado a 18 anni e 6 mesi di carcere per tentata estorsione aggravata dal metodo mafioso, turbata libertà degli incanti ed illecita concorrenza (nello stesso processo il figlio Antonio veniva condannato a 14 anni e 8 mesi per tentata estorsione aggravata dal metodo mafioso).
Il 10 marzo 2022 Francesco Pelle, figlio trentenne di Giuseppe, viene arrestato a Calvignasco (Milano) per aver gestito la latitanza del padre. Francesco, ex sorvegliato speciale con diversi precedenti, lavorava da un anno come bidello in una scuola di Vermezzo con Zelo dove era anche addetto all'ausilio dei disabili. Con lui sono stati arrestati anche il fratello Antonio (34 anni), la madre Marianna Barbaro (54 anni), la sorella Elisa (34 anni, ai domiciliari), e - oltre a due favoreggiatori e a un cugino - suo marito Giuseppe (35 anni) che a lungo ha vissuto a Guido Visconti, non lontano da Calvignasco. Il loro matrimonio del 2009 fece scalpore poiché fu festeggiato da 1500 persone in tre diversi paesi dell'Aspromonte. Giuseppina, l'altra figlia di Pelle, non coinvolta, ha invece sposato Pasqualino Papalia, 43 anni e primogenito del boss Antonio. La moglie di Giuseppe, Marianna, è a sua volta figlia di Francesco Barbaro detto  'u Castanu, capocosca di Platì, e sorella di Rocco  'u Sparitu, scarcerato da poco dopo essere stato tra i 30 latitanti più pericolosi. Gli arrestati sono accusati di aver gestito la latitanza di Giuseppe Pelle aiutandolo a nascondersi ed erano riusciti a farlo sfuggire a un arresto.